# Klaipėdos aerouostas
Klaipėdos aerouostas är en flygplats i Litauen. Den ligger i den västra delen av landet, 280 km väster om huvudstaden Vilnius. Klaipėdos aerouostas ligger 16 meter över havet.
Terrängen runt Klaipėdos aerouostas är mycket platt. Runt Klaipėdos aerouostas är det ganska glesbefolkat, med 38 invånare per kvadratkilometer. Närmaste större samhälle är Klaipėda, 8,3 km väster om Klaipėdos aerouostas. Omgivningarna runt Klaipėdos aerouostas är en mosaik av jordbruksmark och naturlig växtlighet.